# Domaćin (biologija)
U biologiji i medicini, domaćin je organizam koji pruža utočište parazitskim, mutualnom, ili komensalnom gostu (simbiotu), pri čemu je gostu tipično pružena hrana i sklonište. Primeri obuhvataju životinje koje su domaćini parazitskim crvima (npr. nematodima), ćelije koje pružaju zaštitu patogenim virusima, leguminozne biljke kao domaćini korisnim bakterijama azotne fiksacije. Specifičnije u botanici, biljka domaćin snabdeva mikropredatore nutrijentima, koji imaju evoluciono stabilne odnose sa svojim domaćinima slično ektoparazitizmu. Opseg domaćina predstavlja kolekciju domaćina koje jedan organizam može da koristi kao partnera.

## Simbioza
Simbioza obuhvata širok spektar mogućih odnosa između organizama, koji se razlikuju po dužini veka i efektima na učesnike. Ako je jedan od partnera u asocijaciji znatno veći od drugog, on se generalno smatra domaćinom. U parazitizmu, parazit koristi domaćina. U komensalizmu, dva organizma žive zajedno bez nanošenja štete jedan drugom, dok u mutualizmu, obe partije imaju koristi.
Većina parazita ima takav status samo tokom dela svog životnog ciklusa. Poređenjem parazita sa njihovim najbližim samostalno živućim srodnicima, pokazano je da je parazitizam evoluirao u najmanje 233 zasebna slučaja. Neki organizmi žive u bliskoj asocijaciji sa domaćinom i jedino postaju paraziti kad se životni uslovi pogoršaju.
Parazit može da ima dugoročni odnos sa svojim domaćinom, kao što je to slučaju sa svim endoparazitima. Gost traži domaćina i dobija hranu i druge usluge od njega, ali ga obično ne ubija. U kontrastu s tim, parazitoid provodi veliki deo svog života unutar ili na jednom domaćinu, ultimatno uzrokujući smrt domaćina, pri čemu su neke strategije na granici sa predacijoma. Generalno se domaćin održava u životu dok parazitoid potpuno ne odraste i postane spreman da pređe u sledeći životni stupanj. Gostova relacija sa svojim domaćinom može da bude povremena ili privremena, mogu da postoje asocijacije sa višestrukim domaćinima, što čini relaciju ekvivalentnom sa herbivorstvom divljih životinja. Još jedna mogućnost je da odnos gosta i domaćina može da bude bez permanentnog fizičkog kontakta, kao u parazitiranju legla kukavice.

## Literatura
- Campbell, Neil A.; Reece, Jane B. (2002). Biology (6th edition). Pearson Education. стр. 540—541. ISBN 978-0-201-75054-6.